# Brevicellicium permodicum
Brevicellicium permodicum är en svampart som först beskrevs av H.S. Jacks., och fick sitt nu gällande namn av Ginns & M.N.L. Lefebvre 1993. Brevicellicium permodicum ingår i släktet Brevicellicium och familjen Hydnodontaceae.   Inga underarter finns listade i Catalogue of Life.